# Campionati mondiali di sci alpino 2003
I Campionati mondiali di sci alpino 2003, 37ª edizione della manifestazione organizzata dalla Federazione Internazionale Sci, si svolsero in Svizzera, a Sankt Moritz, dal 2 al 16 febbraio. Il programma incluse gare di discesa libera, supergigante, slalom gigante, slalom speciale e combinata, tutte sia maschili sia femminili.

## Assegnazione e impianti
La località aveva già ospitato la rassegna iridata nel 1934 e nel 1974 e l'avrebbe nuovamente ospitata nel 2017, oltre ai V Giochi olimpici invernali nel 1948, validi anche ai fini iridati. Le gare si sono disputate sulle piste Corviglia ed Engiadina.

## Risultati

### Uomini

#### Discesa libera
| Pos. | Atleta              | Nazione  | Tempo   |
| ---- | ------------------- | -------- | ------- |
| 1    | Michael Walchhofer  | Austria  | 1:43,54 |
| 2    | Kjetil André Aamodt | Norvegia | 1:44,05 |
| 3    | Bruno Kernen        | Svizzera | 1:44,51 |
| 4    | Didier Cuche        | Svizzera | 1:44,67 |
| 5    | Stephan Eberharter  | Austria  | 1:44,68 |
| 6    | Erik Guay           | Canada   | 1:44,70 |
| 7    | Ambrosi Hoffmann    | Svizzera | 1:44,73 |
| 8    | Antoine Dénériaz    | Francia  | 1:44,76 |
| 8    | Hermann Maier       | Austria  | 1:44,76 |
| 10   | Fritz Strobl        | Austria  | 1:44,78 |

Data: 8 febbraio

Pista: Corviglia

Partenza: 2 840 m s.l.m.

Arrivo: 2 040 m s.l.m.

Lunghezza: 2 989 m

Dislivello: 800 m

Ore: 12.30 (UTC+1)

Porte: 41

Tracciatore: Helmuth Schmalzl (FIS)

#### Supergigante
| Pos. | Atleta              | Nazione     | Tempo   |
| ---- | ------------------- | ----------- | ------- |
| 1    | Stephan Eberharter  | Austria     | 1:38,80 |
| 2    | Hermann Maier       | Austria     | 1:39,57 |
| 2    | Bode Miller         | Stati Uniti | 1:39,57 |
| 4    | Ambrosi Hoffmann    | Svizzera    | 1:39,61 |
| 5    | Kjetil André Aamodt | Norvegia    | 1:39,75 |
| 6    | Erik Guay           | Canada      | 1:39,88 |
| 7    | Jan Hudec           | Canada      | 1:39,91 |
| 8    | Bruno Kernen        | Svizzera    | 1:39,96 |
| 9    | Lasse Kjus          | Norvegia    | 1:40.04 |
| 10   | Gregor Šparovec     | Slovenia    | 1:40,10 |

Data: 2 febbraio

Pista: Corviglia

Partenza: 2 645 m s.l.m.

Arrivo: 2 040 m s.l.m.

Lunghezza: 2 358 m

Dislivello: 605 m

Ore: 12.30 (UTC+1)

Porte: 48

Tracciatore: Marius Arnesen (Norvegia)

#### Slalom gigante
| Pos. | Atleta               | Nazione     | Tempo   |
| ---- | -------------------- | ----------- | ------- |
| 1    | Bode Miller          | Stati Uniti | 2:45,93 |
| 2    | Hans Knauß           | Austria     | 2:45,96 |
| 3    | Erik Schlopy         | Stati Uniti | 2:45,97 |
| 4    | Aleš Gorza           | Slovenia    | 2:46,32 |
| 5    | Aksel Lund Svindal   | Norvegia    | 2:46,77 |
| 6    | Kalle Palander       | Finlandia   | 2:46,82 |
| 7    | Michael von Grünigen | Svizzera    | 2:46,86 |
| 8    | Alberto Schieppati   | Italia      | 2:46,97 |
| 9    | Joël Chenal          | Francia     | 2:46,99 |
| 9    | Benjamin Raich       | Austria     | 2:46,99 |

Data: 12 febbraio

Pista: Engiadina

Partenza: 2 485 m s.l.m.

Arrivo: 2 040 m s.l.m.

Dislivello: 445 m

1ª manche:

Ore: 9.30 (UTC+1)

Porte: 56

Tracciatore: Walter Hubmann (Austria)

2ª manche:

Ore: 13.30 (UTC+1)

Porte:

Tracciatore: Per Erik Vognild (Norvegia)

#### Slalom speciale
| Pos. | Atleta              | Nazione     | Tempo   |
| ---- | ------------------- | ----------- | ------- |
| 1    | Ivica Kostelić      | Croazia     | 1:40,66 |
| 2    | Silvan Zurbriggen   | Svizzera    | 1:40,99 |
| 3    | Giorgio Rocca       | Italia      | 1:41,02 |
| 4    | Benjamin Raich      | Austria     | 1:41,12 |
| 5    | Manfred Pranger     | Austria     | 1:41,25 |
| 6    | Bode Miller         | Stati Uniti | 1:41,54 |
| 7    | Kalle Palander      | Finlandia   | 1:41,90 |
| 8    | Tom Stiansen        | Norvegia    | 1:42,11 |
| 9    | Kjetil André Aamodt | Norvegia    | 1:42,27 |
| 10   | Markus Larsson      | Svezia      | 1:42,29 |

Data: 16 febbraio

Pista: Corviglia

Partenza: 2 220 m s.l.m.

Arrivo: 2 040 m s.l.m.

Dislivello: 180 m

1ª manche:

Ore: 10.00 (UTC+1)

Porte: 65

Tracciatore: Stefano Dalmasso (Francia)

2ª manche:

Ore: 13.00 (UTC+1)

Porte: 60

Tracciatore: Urban Planinšek (Slovenia)

#### Combinata
| Pos. | Atleta              | Nazione     | Tempo   |
| ---- | ------------------- | ----------- | ------- |
| 1    | Bode Miller         | Stati Uniti | 3:18,41 |
| 2    | Lasse Kjus          | Norvegia    | 3:18,48 |
| 3    | Kjetil André Aamodt | Norvegia    | 3:18,54 |
| 4    | Pierrick Bourgeat   | Francia     | 3:18,59 |
| 5    | Silvan Zurbriggen   | Svizzera    | 3:18,97 |
| 6    | Markus Larsson      | Svezia      | 3:19,82 |
| 7    | Didier Défago       | Svizzera    | 3:19,99 |
| 8    | Giorgio Rocca       | Italia      | 3:20,10 |
| 9    | Gaëtan Llorach      | Francia     | 3:20,75 |
| 10   | Rainer Schönfelder  | Austria     | 3:21,30 |

Data: 6 febbraio

Discesa libera

Pista: Corviglia

Ore: 10.00 (UTC+1)

Partenza: 2 745 m s.l.m.

Arrivo: 2 040 m s.l.m.

Lunghezza: 2 828 m

Dislivello: 705 m

Porte: 38

Tracciatore: Helmuth Schmalzl (FIS)

Slalom speciale

Pista: Engiadina

Partenza: 2 205 m s.l.m.

Arrivo: 2 040 m s.l.m.

Dislivello: 165 m

1ª manche:

Ore: 13.00 (UTC+1)

Porte: 

Tracciatore: Gerd Ehn (Austria)

2ª manche:

Ore: 15.00 (UTC+1)

Porte: 

Tracciatore: Claudio Ravetto (Italia)

### Donne

#### Discesa libera
| Pos. | Atleta                | Nazione     | Tempo   |
| ---- | --------------------- | ----------- | ------- |
| 1    | Mélanie Turgeon       | Canada      | 1:34,30 |
| 2    | Alexandra Meissnitzer | Austria     | 1:34,41 |
| 2    | Corinne Rey-Bellet    | Svizzera    | 1:34,41 |
| 4    | Brigitte Obermoser    | Austria     | 1:34,57 |
| 5    | Renate Götschl        | Austria     | 1:34,65 |
| 6    | Jonna Mendes          | Stati Uniti | 1:34,82 |
| 7    | Carole Montillet      | Francia     | 1:34,87 |
| 8    | Christine Sponring    | Austria     | 1:34,97 |
| 9    | Isolde Kostner        | Italia      | 1:34,98 |
| 10   | Monika Dumermuth      | Svizzera    | 1:35,02 |

Data: 9 febbraio

Pista: Engiadina

Partenza: 2 745 m s.l.m.

Arrivo: 2 040 m s.l.m.

Lunghezza: 2 719 m

Dislivello: 705 m

Ore: 12.30 (UTC+1)

Porte: 39

Tracciatore: Jan Tischhauser (FIS)

#### Supergigante
| Pos. | Atleta                | Nazione     | Tempo   |
| ---- | --------------------- | ----------- | ------- |
| 1    | Michaela Dorfmeister  | Austria     | 1:27,48 |
| 2    | Kirsten Clark         | Stati Uniti | 1:27,50 |
| 3    | Jonna Mendes          | Stati Uniti | 1:27,63 |
| 4    | Geneviève Simard      | Canada      | 1:27,90 |
| 5    | Alexandra Meissnitzer | Austria     | 1:28,06 |
| 6    | Mélanie Turgeon       | Canada      | 1:28,12 |
| 7    | Corinne Rey-Bellet    | Svizzera    | 1:28,15 |
| 8    | Renate Götschl        | Austria     | 1:28,26 |
| 9    | Carolina Ruiz         | Spagna      | 1:28,39 |
| 10   | Brigitte Obermoser    | Austria     | 1:28,46 |

Data: 3 febbraio

Pista: Engiadina

Partenza: 2 590 m s.l.m.

Arrivo: 2 040 m s.l.m.

Lunghezza: 2 118 m

Dislivello: 550 m

Ore: 12.30 (UTC+1)

Porte: 42

Tracciatore: Bernd Zobel (Austria)

#### Slalom gigante
| Pos. | Atleta               | Nazione       | Tempo   |
| ---- | -------------------- | ------------- | ------- |
| 1    | Anja Pärson          | Svezia        | 2:30,97 |
| 2    | Denise Karbon        | Italia        | 2:32,52 |
| 3    | Allison Forsyth      | Canada        | 2:32,76 |
| 4    | Michaela Dorfmeister | Austria       | 2:32,83 |
| 5    | Tina Maze            | Slovenia      | 2:33,03 |
| 6    | Karen Putzer         | Italia        | 2:33,10 |
| 7    | Manuela Mölgg        | Italia        | 2:33,19 |
| 8    | Sonja Nef            | Svizzera      | 2:33,28 |
| 9    | Andrine Flemmen      | Norvegia      | 2:33,60 |
| 10   | Martina Ertl         | Germania      | 2:33,65 |
| 10   | Birgit Heeb          | Liechtenstein | 2:33,65 |

Data: 13 febbraio

Pista: Engiadina

Partenza: 2 435 m s.l.m.

Arrivo: 2 040 m s.l.m.

Dislivello: 395 m

1ª manche:

Ore: 9.30 (UTC+1)

Porte: 51

Tracciatore: Sepp Brunner (Svizzera)

2ª manche:

Ore: 13.00 (UTC+1)

Porte:

Tracciatore: Luciano Acerboni (Spagna)

#### Slalom speciale
| Pos. | Atleta           | Nazione   | Tempo   |
| ---- | ---------------- | --------- | ------- |
| 1    | Janica Kostelić  | Croazia   | 1:39,55 |
| 2    | Marlies Schild   | Austria   | 1:40,18 |
| 3    | Nicole Hosp      | Austria   | 1:40,46 |
| 4    | Anja Pärson      | Svezia    | 1:40,58 |
| 5    | Anna Ottosson    | Svezia    | 1:40,94 |
| 6    | Sonja Nef        | Svizzera  | 1:41,06 |
| 7    | Laure Pequegnot  | Francia   | 1:41,30 |
| 8    | Nika Fleiss      | Croazia   | 1:41,60 |
| 9    | Sabine Egger     | Austria   | 1:41,60 |
| 10   | Tanja Poutiainen | Finlandia | 1:41,66 |

Data: 15 febbraio

Pista: Engiadina

Partenza: 2 205 m s.l.m.

Arrivo: 2 040 m s.l.m.

Dislivello: 165 m

1ª manche:

Ore: 10.00 (UTC+1)

Porte: 60

Tracciatore: Franz Gamper (Germania)

2ª manche:

Ore: 13.00 (UTC+1)

Porte: 57

Tracciatore: Anders Pärson (Svezia)

#### Combinata
| Pos. | Atleta                  | Nazione     | Tempo   |
| ---- | ----------------------- | ----------- | ------- |
| 1    | Janica Kostelić         | Croazia     | 2:41,63 |
| 2    | Nicole Hosp             | Austria     | 2:41,69 |
| 3    | Marlies Oester          | Svizzera    | 2:43,83 |
| 4    | Marlies Schild          | Austria     | 2:43,85 |
| 5    | Maria Riesch            | Germania    | 2:44,60 |
| 6    | Martina Ertl            | Germania    | 2:45,02 |
| 7    | Julia Mancuso           | Stati Uniti | 2:45,30 |
| 8    | Jessica Lindell Vikarby | Svezia      | 2:45,31 |
| 9    | Šárka Záhrobská         | Rep. Ceca   | 2:45,51 |
| 10   | Resi Stiegler           | Stati Uniti | 2:45,65 |

Data: 10 febbraio

Discesa libera

Pista: Engiadina

Ore: 10.00 (UTC+1)

Partenza: 2 590 m s.l.m.

Arrivo: 2 040 m s.l.m.

Lunghezza: 2 583 m

Dislivello: 550 m

Porte: 31

Tracciatore: Jan Tischhauser (FIS)

Slalom speciale

Pista: Engiadina

Partenza: 2 205 m s.l.m.

Arrivo: 2 040 m s.l.m.

Dislivello: 165 m

1ª manche:

Ore: 13.00 (UTC+1)

Porte: 49

Tracciatore: Mathias Berthold (Stati Uniti)

2ª manche:

Ore: 15.00 (UTC+1)

Porte: 

Tracciatore: Bernd Brunner (Austria)

## Medagliere per nazioni

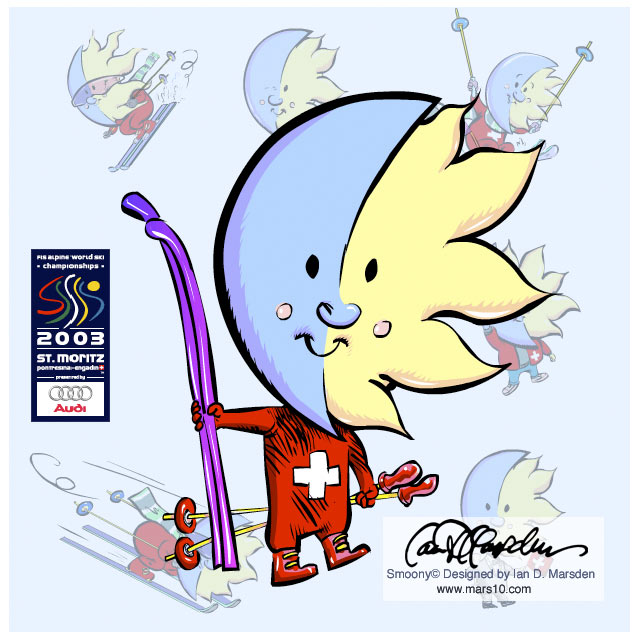
La mascotte della manifestazione, Smoony

| Pos. | Nazione     | Oro | Argento | Bronzo | Totale |
| ---- | ----------- | --- | ------- | ------ | ------ |
| 1    | Austria     | 3   | 5       | 1      | 9      |
| 2    | Croazia     | 3   | 0       | 0      | 3      |
| 3    | Stati Uniti | 2   | 2       | 2      | 6      |
| 4    | Canada      | 1   | 0       | 1      | 2      |
| 5    | Svezia      | 1   | 0       | 0      | 1      |
| 6    | Svizzera    | 0   | 2       | 2      | 4      |
| 7    | Norvegia    | 0   | 2       | 1      | 3      |
| 8    | Italia      | 0   | 1       | 1      | 2      |